# Northrop Grumman E-8 Joint STARS
El Northrop Grumman E-8 Joint Surveillance Target Attack Radar System (Joint STARS) es un avión militar de apoyo y gestión de batalla de la Fuerza Aérea de los Estados Unidos. Realiza un seguimiento de vehículos de tierra y algunos aviones, recolecta imágenes y envía mapas tácticos a los comandantes del teatro de operaciones.

## Desarrollo
Los primeros dos E-8 JSTARS (Sistema de Radar de Vigilancia y Ataque Conjunto) fueron pedidos a Nothrop Grumman por la Fuerza Aérea de los Estados Unidos en 1985. La Fuerza Aérea quería un avión para detectar, localizar y apuntar a objetivos más allá de la zona de avance de las tropas. Usando la estructura del Boeing 707, fueron pedidos 17 E-8, y ahora todos los E-8 operan con nuevos motores JT8D y aviónica actualizada desde 2005. El E-8 tiene radar, comunicaciones, operaciones y subsistemas de control especiales, y el avión puede reabastecerse en vuelo, y ser un avión difícil de detectar que puede operar en zonas de guerra fácilmente. 
El E-8 ha sido utilizado en varios conflictos desde 1991, cuando fue utilizado en la Operación Tormenta del Desierto, y todavía hoy está en uso activo.

## Diseño

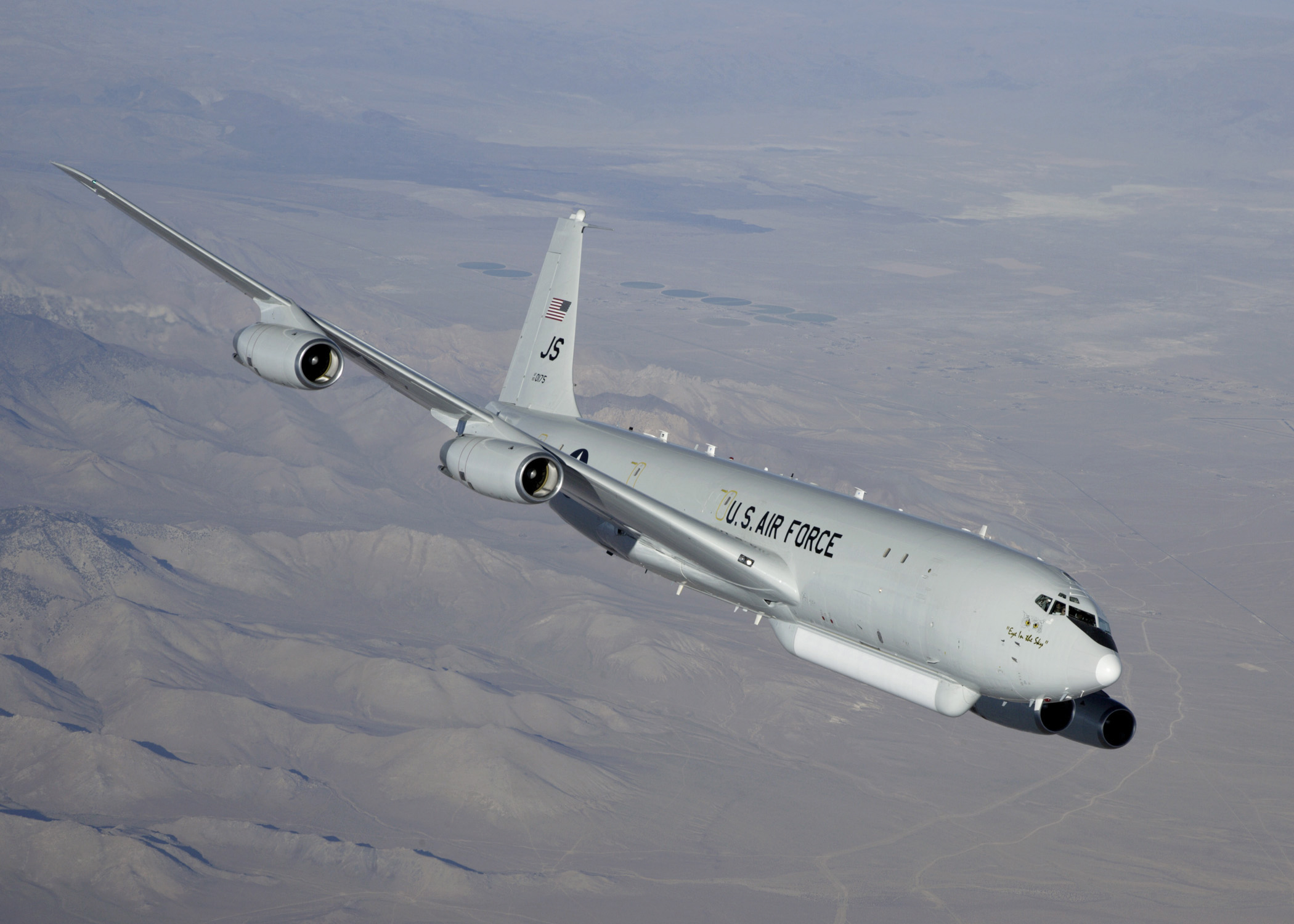
Vista de un E-8 con el radomo del radar AN/APY-7 visible.

Los E-8 tienen el radar de apertura sintética AN/APY-7 debajo del fuselaje. El AN/APY-7 opera con una zona de vigilancia amplia, usando ambos indicadores de objetivos fijos, así como objetivos en movimiento. La antena tiene un campo de visión de 120 grados que cubre cerca de 50 000 km². Puede seguir simultáneamente 600 objetivos a más de 250 km. También ha probado una cámara de Northrop Grumman que se utiliza para ver los objetivos en tiempo real. Todos estos sistemas, junto con las comunicaciones que incluyen enlaces de datos, antenas de satélite y radios resistentes a interferencias de VHF y UHF, permiten que el E-8 proporcione la orientación de los datos y la inteligencia para la aviación, naval, artillería de campaña y otras fuerzas conjuntas.

## Variantes
E-8A
Configuración original.
TE-8A
Avión único con el equipo de misión desmontado, usado para el entrenamiento de tripulaciones de vuelo.
YE-8B
Avión único, iba a ser un E-6 de la Armada estadounidense, pero fue transferido a la Fuerza Aérea estadounidense como avión de desarrollo antes de que se decidiera convertir Boeing 707 de segunda mano (uno fue un Boeing CC-137) para realizar tareas JSTARS.
E-8C
Configuración Joint STARS de producción, convertidos desde Boeing 707 de segunda mano (uno fue un CC-137).

## Operadores
Estados Unidos
- Fuerza Aérea de los Estados Unidos
- Guardia Nacional de los Estados Unidos

## Especificaciones (E-8C)

### Características generales
- Tripulación: Cuatro (piloto, copiloto, oficial de sistemas de combate, ingeniero de vuelo)
- Capacidad: 18 especialistas (el tamaño de la tripulación depende del tipo de operación)
- Longitud: 46,6 m (152,9 ft)
- Envergadura: 44,4 m (145,7 ft)
- Altura: 13 m (42,5 ft)
- Peso vacío: 77 564 kg (170 951,1 lb)
- Peso máximo al despegue: 152 407 kg (335 905 lb)
- Planta motriz: 4× turborreactor de baja derivación Pratt & Whitney TF33-102C (originalmente).
  - Empuje normal: 85 kN (8667 kgf; 19 109 lbf) de empuje cada uno.
  - 4x turborreactor de baja derivación Pratt & Whitney JT8D-219 (remotorización) de 94 kN de empuje cada uno

### Rendimiento
- Velocidad crucero (Vc): 720-945 km/h
- Alcance: 9 horas
- Techo de vuelo: 13 000 m (42 651 ft)
- Velocidad de órbita óptima: 723-945 km/h

### Aviónica
- Radar de apertura sintética AN/APY-7
- 12 radios UHF con HAVE QUICK ARC-164
- 2 radios HF ARC-190
- 3 radios VHF

## Aeronaves relacionadas

### Desarrollos relacionados
- C-137 Stratoliner
- CC-137 Husky: las partes de la mayoría de los 707 ex Fuerzas Canadienses se obtuvieron como repuestos para el programa E-8 STARS, y dos de ellos fueron convertidos en E-8 y E-8C.
- Boeing E-3 Sentry
- Boeing E-6 Mercury

### Aeronaves similares
- Embraer R-99B
- Northrop Grumman E-2 Hawkeye
- Raytheon Sentinel

### Secuencias de designación
- Secuencia E-_ (Aviones con instalación Electrónica especial estadounidenses, 1962-presente): ← E-5 - E-6 - E-7 - E-8  - E-9 - E-10 - E-11